# فرد هينز
فرد هينز (بالإنجليزية: Fred Haines)‏ هو منتج أفلام وكاتب سيناريو ومخرج أمريكي، ولد في 27 فبراير 1936 في لوس أنجلوس في الولايات المتحدة، وتوفي في 4 مايو 2008 في فينسيا في الولايات المتحدة بسبب سرطان الرئة.

## وصلات خارجية
- فرد هينز على موقع IMDb (الإنجليزية)
- فرد هينز على موقع ألو سيني (الفرنسية)
- فرد هينز على موقع أول موفي (الإنجليزية)
- فرد هينز على موقع قاعدة بيانات الأفلام السويدية (السويدية)
- فرد هينز على موقع قاعدة بيانات الفيلم (الإنجليزية)
- فرد هينز على موقع كينوبويسك (الروسية)